# Thunderbirds

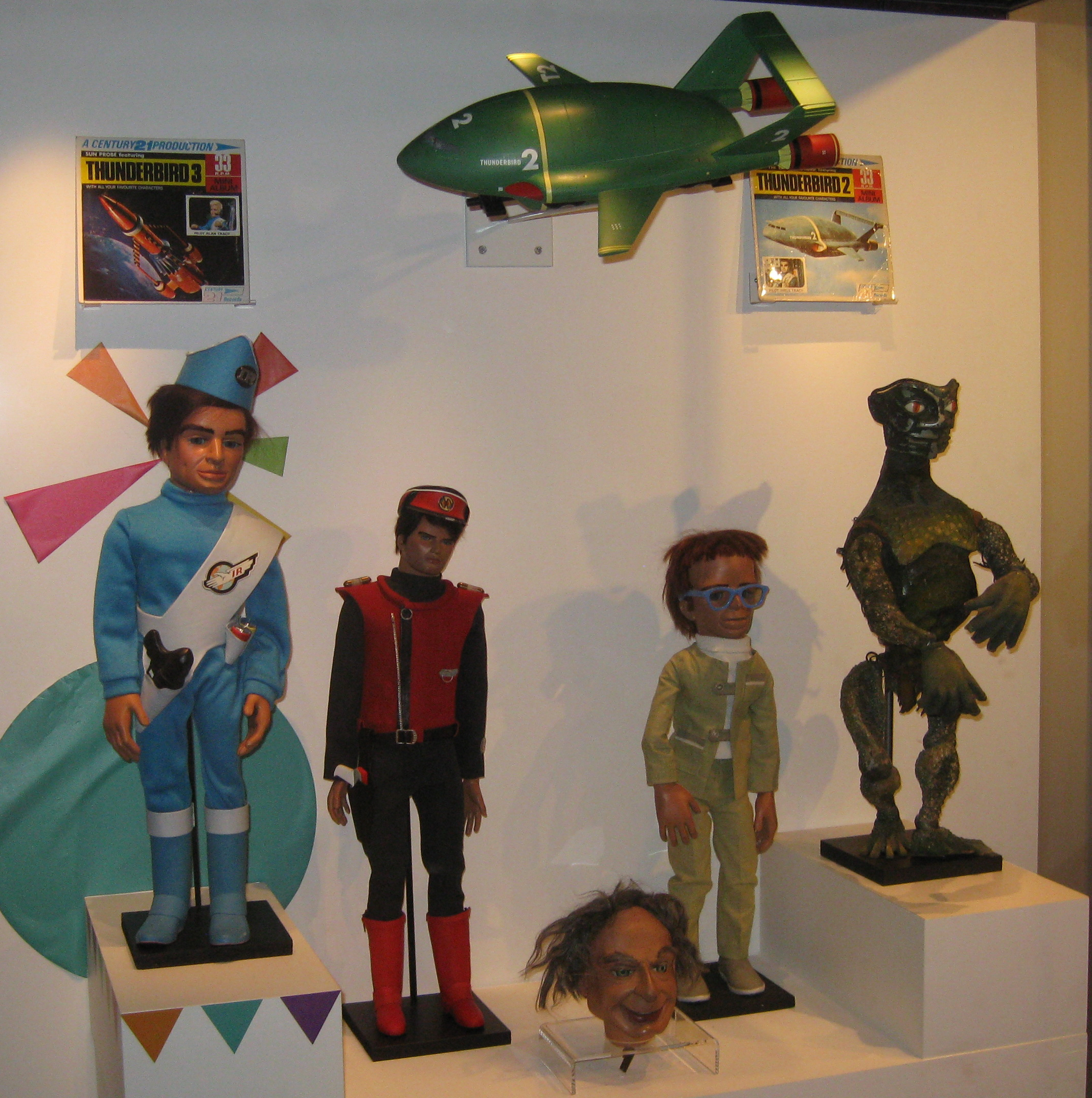
Supermarionation-Puppen im National Science and Media Museum, Bradford (2016)

Thunderbirds ist eine britische Marionetten-Science-Fiction-Serie der Animationsfirma von Gerry und Sylvia Anderson. Die Serie wurde von 1964 bis 1966 produziert. Thunderbirds war die vierte Serie, die von Gerry Andersons Firma „AP-Films“ (Staffel 1) & „Century 21 Productions“ (Staffel 2) im Verfahren Supermarionation hergestellt wurde. Sie war die kommerziell erfolgreichste und erlebte insgesamt zwei Staffeln mit 32 Episoden. Die Erstausstrahlung erfolgte im September 1965. Die Stimmen der Figuren kamen zum Teil von den Andersons selbst. Die Musik zur Serie schrieb der englische Komponist Barry Gray, der auch schon die anderen Serien von Anderson vertont hatte.

## Inhalt
In der Serie geht es um eine international operierende Rettungsgruppe International Rescue, deren Hauptquartier sich in einem Versteck auf einer Insel im Südpazifik befindet. Geleitet wird diese Organisation von dem ehemaligen Astronauten Jeff Tracy. Ihm zur Seite stehen seine fünf Söhne, denen jeweils ein spezielles Raumschiff bzw. Fahrzeug für unterschiedliche Rettungsmissionen zur Verfügung steht. Die Söhne sind alle nach ehemaligen US-amerikanischen Astronauten aus dem Mercury-Programm benannt:
Scott (fliegt Thunderbird 1, benannt nach Scott Carpenter), Virgil (Thunderbird 2, Virgil Grissom), Alan (Thunderbird 3, Alan Shepard), Gordon (Aquanaut von Thunderbird 4, Gordon Cooper) und John (Astronaut der Raumstation Thunderbird 5, John Glenn).
Zusätzlich bekommen die Tracys Unterstützung von dem Genie Brains, der für die vielen Erfindungen zuständig ist, sowie von dem Diener der Familie, Kyrano, und dessen Tochter TinTin.
Bei Gefahren großen Ausmaßes, bei denen die örtlichen Hilfstruppen nicht ausreichen, kommt die Rettungsgruppe zum Einsatz. Dank ihrer technisch fortschrittlichen Einsatzfahrzeuge gelingt ihnen jeder Einsatz. Oft sind die Unglücksfälle, bei denen International Rescue eingreifen muss, von dem genialen Bösewicht The Hood verursacht worden, dessen tatsächlicher Name jedoch niemals bekannt wird. Bei dessen Bekämpfung erhalten die Tracys auch Unterstützung durch die englische Agentin Lady Penelope Creighton-Ward, die an ihre Einsatzorte mit einem stark um technische Spielereien erweiterten Rolls-Royce mit der Bezeichnung FAB 1 gelangt.

## Hintergrund
Für das Grundgerüst der Geschichten ließ sich Anderson von den Berichten über das deutsche Grubenunglück von Lengede inspirieren, bei dem schwere Ausrüstung herantransportiert werden musste, um die verunglückten Bergleute zu retten. Das „Rennen gegen die Zeit“ war das Hauptproblem bei dem Rettungsunternehmen und dieses ist auch eines der Hauptthemen in den verschiedenen Serienfolgen.
Den Namen für die Serie wählte Anderson, nachdem er einen Brief seines älteren Bruders gelesen hatte, in dem dieser einen Luftwaffenstützpunkt namens „Thunderbird Field“ erwähnte.
Der Produktionsstab von Andersons Firma APF wurde gegenüber der Vorläuferserie Kommando Stingray nochmals erweitert und die Dreharbeiten fanden in einem größeren Studio in der englischen Stadt Slough statt.
Die Pilotfolge Trapped In The Sky dauerte eine Stunde und der Chef des Senders ITC Entertainment, Lew Grade, war so begeistert von der Geschichte, dass er Anderson den Auftrag gab, alle Folgen von den ursprünglich vorgesehenen 25 Minuten auf eine Stunde zu erweitern.
Nach den Erfahrungen dieser Puppentrickserien blieb Anderson der Science-Fiction treu. Allerdings drehte er nicht nur Puppentrickserien wie beispielsweise Captain Scarlet und die Rache der Mysterons, sondern auch Realserien mit echten Schauspielern. Dies waren die Serien UFO (1970), Mondbasis Alpha 1 (1975) und Space Cops – Tatort Demeter City (1994). Außerdem gab es 2005 von Captain Scarlet ein CGI-Reboot mit dem Titel Gerry Anderson’s New Captain Scarlet.

## Sonstiges
- Von Dinky Toys wurden verschiedene Fahrzeuge/Raumschiffe als Modelle herausgegeben.[1]
- Die Puppen waren auch Darsteller in dem Musikvideo Calling Elvis der Dire Straits.

## Folgen
Die nachfolgende Aufstellung ist den DVDs entnommen.
DVD 1
1. Das fliegende Gefängnis
2. Im Krater gefangen
3. Lady Pennys Abenteuer
4. Desaster in New York

DVD 2
1. Red Arrow außer Kontrolle
2. Zwölf Stunden Angst
3. Rennen gegen die Uhr

DVD 3
1. Der versunkene Schatz
2. In der Sackgasse
3. Das Geheimnis der Pyramide

DVD 4
1. Unternehmen Sonnensonde
2. Operation Fireflash
3. Ein Todsicherer Safe

DVD 5
1. Die Supermaus
2. Stadt in Flammen
3. Doppelgänger

DVD 6
1. Der Mann vom M.I.5
2. Blinder Alarm
3. Gefahr aus dem Meer
4. Keine falsche Bewegung!

DVD 7
1. Das Gemälde der Herzogin
2. Am Rande des Unglücks
3. Angriff der Alligatoren

DVD 8
1. Gefährlicher Dreh
2. Der Chamcham-Trick
3. Das Sicherheitsrisiko

DVD 9
1. Inferno im Atlantik
2. Pfad der Zerstörung
3. Ein gewisser Mr. Hackenbacker

DVD 10
1. Lord Parker macht Ferien
2. Piratensender außer Kurs
3. Der Weihnachts-Coup

## Spielfilme
| Nr. | Englischer Titel            | Deutscher Titel                       | Episoden                                   | Produktionsjahr | Länge      | Bemerkungen                       |
| --- | --------------------------- | ------------------------------------- | ------------------------------------------ | --------------- | ---------- | --------------------------------- |
| 1.  | Thunderbirds To The Rescue  | (nicht in Deutschland veröffentlicht) | Trapped in the Sky & Operation Crash-Dive  | 1965/1980       | 95 Minuten | Kompilationsfilm                  |
| 2.  | Thunderbirds In Outer Space | (nicht in Deutschland veröffentlicht) | Sun Probe & Ricochet                       | 1965–1966/1981  | 92 Minuten | Kompilationsfilm                  |
| 3.  | Countdown To Disaster       | (nicht in Deutschland veröffentlicht) | Terror in New York City & Atlantic Inferno | 1965–1966/1982  | 91 Minuten | Kompilationsfilm                  |
| 4.  | Thunderbirds Are Go         | Feuervögel startbereit                | –                                          | 1966            | 93 Minuten | erster Kinofilm                   |
| 5.  | Thunderbird 6               | Thunderbird 6                         | –                                          | 1968            | 89 Minuten | zweiter Kinofilm                  |
| 6.  | Thunderbirds                | Thunderbirds                          | –                                          | 2004            | 95 Minuten | Kinofilmremake als Realverfilmung |

## Weitere Fernsehserien
In den Vereinigten Staaten wurde Thunderbirds im Power Rangers-Stil als Turbocharged Thunderbirds wiederbelebt.
Weiterhin gab es eine japanische Zeichentrickversion aus dem Jahr 1982 mit Titel Thunderbirds 2086.

### Thunderbirds Are Go (2015)
Mit Thunderbirds Are Go wurde die bereits 2003 mit einem Trailer angekündigte Adaption der Originalserie von Gerry und Sylvia Anderson durch ITV Studios und Pukeko Pictures in Britischer/Neuseeländischer Koproduktion veröffentlicht. Wie in einer Presse-Mitteilung vom 4. Februar 2013 angekündigt wurde, basiert die Serie sowohl auf CGI-Animation als auch auf Filmmaterial von echten Modell-Bühnen. Die Erstausstrahlung fand am 4. April 2015 auf Children’s ITV (CITV) statt. Charaktere, Fahrzeuge und Set-Design wurden modernisiert, reflektieren jedoch die ursprüngliche Serie in vielen Details.
Die erste Staffel besteht aus 26 Episoden zu je 22 Minuten. Am 18. Dezember 2014 wurde die zweite Staffel für 2016 angekündigt.
Seit Mai 2018 ist Thunderbirds Are Go Staffel 1 in deutscher Sprache synchronisiert bei Amazon Prime Video verfügbar. Aktuell läuft in England Staffel 3 bei ITV und CITV.

## Realverfilmung
Im Jahr 2004 erschien unter der Regie von Jonathan Frakes eine Realverfilmung unter dem Titel Thunderbirds. The Hood wird beispielsweise von Ben Kingsley dargestellt, der Darsteller von Brains ist Anthony Edwards aus der Fernsehserie Emergency Room – Die Notaufnahme. Das Mädchen TinTin wird von Vanessa Hudgens gespielt.